# Supporting Caste
Supporting Caste is het vijfde studioalbum van de Canadese punkband Propagandhi. Het werd uitgegeven op 10 maart 2009 door G7 Welcoming Committee Records en Smallman Records in Canada noord Amerika, door Hassle Records in het Verenigd Koninkrijk en Europa, en door Grand Hotel van Cleef in Duitsland. Het is het eerste album van Propagandhi dat niet door Fat Wreck Chords uitgegeven is, en het is tevens het eerste album van de band waar de tweede gitarist David "The Beaver" Guillas aan meewerkte.
De band maakte een officiële site waarop fans de optie kregen om $1 tot $10 te doneren aan een van de drie activistische organisaties die door Propagandhi uitgekozen waren, waardoor ze twee nummers van het album in een hoge kwaliteit konden downloaden, vóór de daadwerkelijke uitgave van het album zelf.

## Nummers
1. "Night Letters" - 3:53
2. "Supporting Caste" - 4:58
3. "Tertium Non Datur" - 3:17
4. "Dear Coach's Corner" - 4:52
5. "This Is Your Life" - 1:04
6. "Human(e) Meat (The Flensing of Sandor Katz)" - 2:48
7. "Potemkin City Limits" - 3:49
8. "The Funeral Procession" - 4:15
9. "Without Love" - 3:50
10. "Incalculable Effects" - 2:09
11. "The Banger's Embrace" - 2:13
12. "Last Will & Testament" - 15:16

## Band
- Chris Hannah - gitaar, zang
- Jord Samolesky - drums
- Todd Kowalski - basgitaar, zang
- David Guillas - gitaar